# جون بيتس (سياسي)
جون بيتس (بالإنجليزية: John Betts)‏ هو سياسي أمريكي، ولد في 20 يونيو 1650 في غويلفورد في الولايات المتحدة، وتوفي في يونيو 1730 في الولايات المتحدة. انتخب عضو مجلس نواب كونيتيكت.